# Parafia św. Maksymiliana Marii Kolbego w Radomiu
Parafia pw. Świętego Maksymiliana Marii Kolbego w Radomiu – parafia rzymskokatolicka usytuowana w Radomiu. Należy do dekanatu Radom-Zachód, który należy z kolei do diecezji radomskiej.

## Historia
- Parafia została erygowana 1 maja 1981 przez bp. Edwarda Materskiego. Kościół parafialny pw. św. Maksymiliana, według projektu architekta Tadeusza Derlatki i konstruktora Witolda Owczarka zbudowany został w latach 1983–1996 staraniem ks. kan. Tadeusza Ofiary. Świątynia została poświęcona 19 maja 1996 przez bp. Edwarda Materskiego. Kościół jest murowany z cegły klinkierowej.

## Proboszczowie
- 1981–2000 – ks. kan. Tadeusz Ofiara
- 2000–2010 – ks. kan. Stanisław Sikorski
- 2010 – nadal – ks. Dariusz Karasek

## Terytorium
Do parafii należą wierni z Radomia mieszkający przy ulicach: Adwentowicza, Andersena, Barlickiego, Błędowska, Christianiego, Cichawy, Czynu Chłopskiego, Gombrowicza, Grobickiego, Grodzickiego, Jagienki, Janiszewska, Juranda, Kasztelańska, Kąkolowa, Klwatecka, Klwatka Szlachecka, Krzewień, Kudły, Kultysa, Legackiego, Mroza, Niedbalskiego, Ofiar Firleja, Ks. Tadeusza Ofiary, Orkana (część), Ożoga, Pomarnackiego, Powały, Puszczańska, Rataja (część), Staromłyńska, Stepowa, Stromiecka, Sznajdra, Trzebińskiego, Warszawska (część), Witosa, Zieji, Zielonego Sztandaru.